# Jenifer McKitrick
Jenifer McKitrick (Defiance (Iowa), 5 mei 1962) is een Amerikaanse songwriter. Ze was een van de oprichters van bands als Bettys, Swingin' Doors en Some Girls. Ze woont momenteel in San Francisco, Californië en is een mentorleraar bij Little Kids Rock.

## Discografie
- 1995: unhinged
- 2001: Glow